# چارلی بارنت (بازیگر)
چارلی بارنت (انگلیسی: Charlie Barnett؛ زادهٔ ۴ فوریهٔ ۱۹۸۸) بازیگر اهل ایالات متحده آمریکا است.
از فیلم‌ها یا برنامه‌های تلویزیونی که وی در آن نقش داشته‌است می‌توان به مردان سیاه‌پوش ۳، هیچ‌کس احمق نیست، سرباز رومئو و عروسک روسی اشاره کرد.